# Екскалибур (филм)
Екскалибур (енгл. Excalibur) је епски средњовековно-фантастични филм из 1981. године, режисера, ко-сценаристе и продуцента Џона Бурмана, који представља легенду о краљу Артуру и витезовима Округлог стола, лабаво заснован на делу Смрт Артурова Томаса Малорија из 15. века. Главне улоге тумаче Најџел Тери, Хелен Мирен, Никол Вилијамсон, Николас Клеј, Чери Лунги, Пол Џефри, Роберт Еди, Габријел Берн, Лијам Нисон и Патрик Стјуарт. Филм је добио име по легендарном мачу краља Артура који заузима важно место у артуровским легендама. Саундтрек филма садржи музику Рихарда Вагнера и Карла Орфа, заједно са оригиналном партитуром Тревора Џоунса.
Бурман је започео развој Екскалибура након што није успео да обезбеди права за адаптацију Господара прстенова. Филм је у потпуности снимљен на локацији у Ирској, као и у студију Ardmore, запошљавајући ирске глумце и екипу. Признат је због свог значаја за ирску филмску индустрију и за помоћ у покретању филмских и глумачких каријера бројних ирских и британских глумаца, укључујући Лијама Нисона, Патрика Стјуарта, Габријела Берна и Кирана Хајндса.
Филмски критичари Роџер Иберт и Винсент Кенби критиковали су радњу филма и ликове, иако су они, као и други рецензенти, похвалили његов визуелни стил. Екскалибур је на биоскопским благајнама зарадио 34.967.437 долара са буџетом од око 11 милиона долара и заузео 18. место на листи најуспешнијих филмова те године. Освојио је награду за најбољи уметнички допринос на Филмском фестивалу у Кану, био је номинован за Оскара у категорији за најбољу фотографију, као и за награду БАФТА у категорији за најбољу костимографију.

## Радња
Током мрачног доба, чаробњак Мерлин преузима чаробни мач Екскалибур од Госпе од Језера за краља Утера Пендрагона. Мерлин такође пристаје да помогне Утеру да заведе Игрејну, супругу војводе од Корнвола, у замену за „оно што произведе твоја пожуда”. Мерлиновом магијом, Утер је прерушен у војводу и превари Игрејну да спава са њим док прави војвода умире у борби. Њена ћерка Моргана, међутим, прозире Утерову илузију. Месецима касније, Игрејна рађа Артура, а Мерлин долази по дечака. Бесан, Утер јури за Мерлином, али га преживели војводини људи хватају у заседи. Пре него што умре, Утер забија Ескалибур у камен. Мерлин изјављује да ће онај ко извуче мач из камена постати краљ Британије.
Годинама касније, Артур извлачи Екскалибур из камена, доказујући да је Утеров син и законити владар. Артурова храброст и јунаштво у борби стичу му поверење витезова Леодегранса и Уријенса, који се заклињу на верност младом краљу. За то време, Артур такође упознаје Гиневру и она га опчињава.
Касније, непоражени витез Ланселот спречава краља да пређе један мост, тражећи владара достојног његовог мача. Побеђује краљеве витезове и Артур га изазива на борбу. Уз помоћ Екскалибура и Госпе од Језера, Артур побеђује, а Ланселот му се заклиње на верност. Артур и његови витезови уједињују земљу. Артур израђује Округли сто, наређује изградњу замка Камелот и жени се Гиневром. У међувремену, његова полусестра Моргана постаје Мерлинова ученица.
Под утицајем Морганине магије, Гавејн оптужује Гиневру за издају и одлучено је да ће о њеној невиности одлучити двобој. Пошто је Артур судија током двобоја, Ланселот се бори за њену част и побеђује. Гиневра је дирнута овим чином и њих двоје улазе у љубавну везу. Када Артур открије да су водили љубав, забија Ескалибур у земљу између њих док спавају. Мерлинова магична веза са земљом га набија на мач, а Моргана користи прилику да га ухвати у замку и украде његове тајне стваралачке чини. Узимајући лик Гиневре, она заводи Артура.
Она касније рађа сина Мордреда, чије инцестуозно порекло погађа земљу глађу и болешћу. Погођен магичном муњом, Артур је ослабљен. Он шаље своје витезове у потрагу за Светим гралом, надајући се да ће обновити земљу и себе. Док трагају, многи витезови умиру или их Моргана зачара да приступе њеној служби. Након што достигне пунолетство, Мордред захтева Артурову круну, али безуспешно. Пре него што је укорио Артуров покушај да га призна као свог сина, Мордред се заклиње да ће се вратити са војском и силом заузети Камелот.
Персевал се одупире Морганиним нападима и убрзо постаје последњи преостали витез у потрази за Гралом. Успут се замало удави и долази на место где се чува Грал. Он се показује достојним, добија Грал и доноси га Артуру, који пије из њега и ојачава, заједно са земљом. Артур позива свог полубрата Кеја да окупи преостале снаге у борби против Мордреда и Моргане.
Артур проналази Гиневру у манастиру и они се мире. Она му враћа Екскалибур, који је задржала, и он одјаше са својим људима. Крај Стоунхенџа, Артур заспи, а његова љубав ослобађа Мерлина из Морганиног магичног затвора. Након последњег разговора са Артуром, Мерлин се појављује Моргани и наговара је да изговори стваралачке чини. Ово исцрпљује њене магичне моћи и призива маглу која обавија њен логор и бојно поље. Мордред открива њену остарелу, праву фигуру и убија је с гађењем.
Артур и његови људи ратују против Мордредових снага, користећи маглу у своју корист. Током битке стиже Ланселот, мири се са Артуром и гине у борби. Артур успева да убије Мордреда, али је смртно рањен. Док умире, заповеда Персевалу, једином преживелом, да баци Ескалибур у језеро, знајући да ће се једног дана мач поново издићи када на власт дође достојан краљ. Персевал то и чини, а Госпа од Језера хвата мач, вукући га у дубину. Персевал се враћа на бојно поље на време да би видео како госпе са рањеним Артуром испловљавају ка његовом коначном почивалишту на Авалону.

## Улоге
| Глумац           | Улога               |
| ---------------- | ------------------- |
| Најџел Тери      | краљ Артур          |
| Хелен Мирен      | Моргана ле Феј      |
| Николас Клеј     | сер Ланселот        |
| Чери Лунги       | Гиневра             |
| Пол Џефри        | Персевал            |
| Никол Вилијамсон | Мерлин              |
| Корин Редгрејв   | војвода од Корнвола |
| Патрик Стјуарт   | краљ Леодегранс     |
| Кит Бакли        | Уријенс             |
| Клајв Свифт      | Ектор               |
| Лијам Нисон      | Гавејн              |
| Габријел Берн    | краљ Утер Пендрагон |
| Роберт Еди       | принц Мордред       |
| Кетрин Бурман    | Игрејна             |
| Киран Хајндс     | краљ Лот            |
| Нил О’Брајен     | сер Кеј             |
| Хилари Џојал     | Госпа од Језера     |